# HCJB
Heralding Christ Jesus’ Blessings (HCJB) Global är en kristen missionsorganisation, mest känd för sina radiosändningar från Ecuador.
Radio HCJB sände under många år på svenska på kortvåg från Ecuador. Radiostationen startades av svensken Reuben Larsson.
1941 kom Ellen Jansson-Campaña, känd som ”Tant Ellen”, in i bilden som producent av svenska program. Tant Ellen föddes i Timrå och utvandrade på 20-talet till USA. Där gifte hon sig med Ecuadors vicekonsul i Chicago, vilket senare förde henne till Ecuador. Hon blev en favoritröst för skandinaviska lyssnare under de 20 år som hon medverkade i programmen. Hennes bibelläsning över etern förde henne själv fram till kristen tro.

Sonja Persson, född i Perstorp, var en svensk röst från HCJB sedan 1957. Hon kom som första medarbetaren på heltid. Sonjas röst hördes i etern tills nordiska avdelningen i Quito lades ner 1996. 